# Châteaux Japy

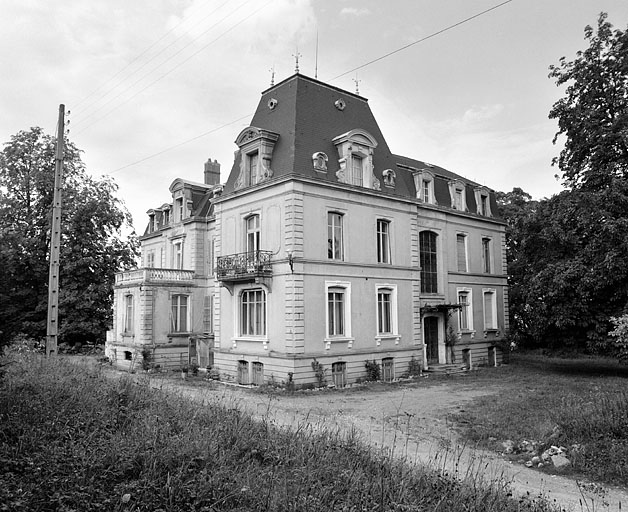
Château Fernand Japy.

L'expression châteaux Japy regroupe sous une même appellation un ensemble de châteaux français situés à Beaucourt dans le Territoire de Belfort et Dasle dans le Doubs. Ils ont la particularité d'avoir été construits pour les membres de la famille Japy, à une époque où la dynastie Japy dominait le paysage beaucourtois.
Pour entretenir tous leurs châteaux et pour les servir, les Japy emploient 105 personnes en 1886, à savoir : 54 domestiques, 13 cochers, 12 jardiniers, 11 voituriers, 7 perceptrices, 5 palefreniers et 3 gouvernantes. À tout ce personnel rémunéré, il convient aussi d'ajouter le pasteur du village qui, jusqu'à la loi de séparation des Églises et de l'État de 1905, est donc appointé par la famille Japy sur les bases du salaire d'un ingénieur. L'un de ces pasteurs est d'ailleurs le père des frères Berger. Par ailleurs, pour loger leurs salariés (cadres, employés, ouvriers, personnel des châteaux), les Japy construisent de nombreuses maisons et bâtiments en tout genre. Ils ont aussi enrichi la commune de bâtiments publics, au profit essentiellement de leur paroisse.

## Les 12 châteaux

### Châteaux conservés

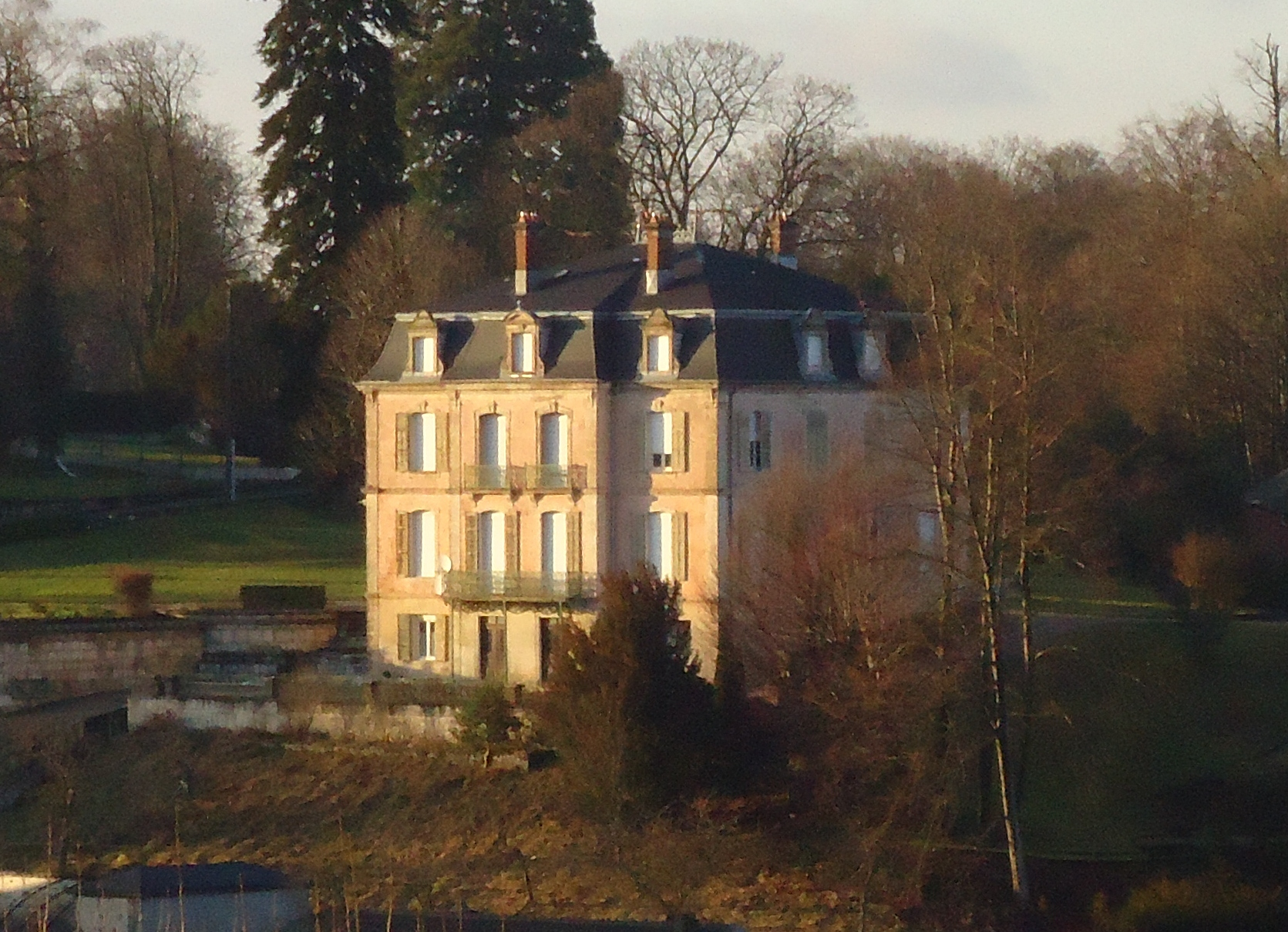
Château Albert Japy devenu Mme de la Chesnaie.

Le château Albert Japy a été bâti à la fin du XIXe siècle pour M. et Mme Robert Japy. Il s'agit du deuxième château construit sur le coteau dit des Vignes. Il nous est connu sous l'appellation de château de Mme de la Chesnaie, du nom de la fille de Robert Japy, Alice, qui épousa Alain de la Chesnaie. En 1970, le site comprenant le parc et les châteaux de Mme de la Chesnaie et Édouard Japy est vendu à un particulier. Après la cession du château Édouard Japy en 1987, l'ensemble du parc a été rattaché au château de Mme de la Chesnaie. Ce dernier, ainsi que la conciergerie, sont toujours habités.
Le château Bornèque-Warnery fut construit entre 1860 et 1870 pour Eugénie, fille de Jean-Pierre Japy et épouse d'Eugène Bornèque. Leur fille Clémentine, épouse de Louis Warnery, hérita de la propriété. Le château a été divisé en appartements, dont deux copropriétaires sont descendants de la famille Bornèque-Warnery. Une seconde demeure, appelée le chalet, aurait été achetée en Savoie ou en Suisse et implantée dans la parc du château vers 1880. Cette maison a été vendue à un particulier et ne dépend plus de la propriété Bornèque-Warnery.
Le château Édouard Japy (père de Marguerite Steinheil, maîtresse du président Félix Faure), appelé aussi château des Vignes ou encore château Seyrig (beau-frère de Marguerite), a été construit entre 1812 et 1815 pour Frédéric-Guillaume, fils de Frédéric Japy. Appelé château des Vignes parce que bâti sur le coteau éponyme, il échoit successivement à Ingénu, Louis-Octave, et Édouard Japy, qui lui laissera son nom. Les parties agricoles (ferme, grange, écurie, orangerie) auraient été édifiées vers 1830-1840. La conciergerie daterait de la fin du XIXe siècle. En 1970, l'ensemble, comprenant également le château de Mme de la Chesnaie construit dans la propriété de la demeure Édouard Japy, est vendu à un particulier. En 1987, celui-ci se sépare du château Édouard Japy et de 49 ares de terrain, privant la demeure de son parc. Le château a été aménagé en appartements. Un restaurant a été installé dans le bâtiment de l'ancienne grange-écurie.
Le château Fernand Japy, édifié vers 1800, fut habité un temps par Albert puis André Japy. Il a été partiellement détruit par un incendie vers 1995. Le vitrail placé au-dessus de la porte d'entrée était daté de 1901. Les communs, situés à l'arrière du château, semblent contemporains de la demeure. Vendue à un brocanteur en 1960, il a été revendu à la mort de ce dernier en 1985. Il a ensuite été pillé et squatté, et le parc, laissé sans entretien, a été envahi par la végétation. L'ensemble, acquis par la commune en 1995, fait l'objet de travaux de rénovation. L'ancien parc, débroussaillé et réaménagé, pourrait être intégré au parc public voisin des Cèdres. Après plusieurs mois de rénovation, le château a été réhabilité sous forme de restaurant La Terrasse, inauguré en mai 2014.
Le château Gaston Japy, construit dans la seconde moitié du XIXe siècle, est situé sur la commune de Dasle et abrite actuellement de l'habitat locatif.
Le château Henri Japy a été construit vers 1815-1820 pour Jean-Pierre, fils de Frédéric Japy. Appelée Villa des Roches ou Cercle des ingénieurs, cette maison a été prolongée d'une aile et d'un second bâtiment par l'architecte Fleury de la Hussinière en 1898-1899. La ferme, portant la date 1823 et les initiales JPJ sur une clé d'arcade, a été modifiée, au moins dans son décor, à la fin du XIXe ou au début du XXe siècle. Propriété de la Société beaucourtoise de moteurs, cet ensemble a servi de salle de restauration, de réfectoire pour cadres et de logements. Acquis par Alsthom-Unelec dans les années 1970, puis vendus dans les années 1980, les bâtiments forment aujourd'hui une copropriété divisée en appartements.
Le château Pierre Japy a été édifié dans les années 1810 (comme l'atteste le cadastre napoléonien) pour Louis, fils de Frédéric Japy. Il a ensuite été agrandi de deux ailes de part et d'autre du bâtiment principal. La ferme aurait été construite vers 1850, et la conciergerie à la fin du XIXe siècle. À la mort de Louis, le château revient à son petit-fils Édouard, puis passe à Jules, à son fils Pierre Japy et au gendre de celui-ci, Paul Koechlin. Il a été acquis en 1960 par des particuliers. L'écurie a disparu dans un incendie en 1970. Demeure, ferme et conciergerie sont toujours habitées.
Le château Robert Japy, également connu sous le nom de château René Japy (père de Robert), a été construit vers 1888. Entre 1970 et 1976, il abrite un centre de formation et des bureaux de la société Unelec. Il accueille ensuite le réfectoire, puis le centre médico-social de cette société puis devient sans affectation. Devenu propriété de la municipalité, le château a été gravement abîmé par un incendie le 21 novembre 2014. La conciergerie du château, appelée pavillon des Cèdres, est située rue Pierre-Sellier. Édifiée vers 1900, elle a été vendue en 1988 à un particulier.

### Châteaux disparus
Le château Jules Japy appelé aussi château des Cèdres, fut édifié au XIXe siècle puis détruit par un incendie en 1975 ; il ne reste en 1982 qu'une annexe dite pavillon des chasseurs, datant des années 1900-1910, elle-même détruite avant 2000. Il abritait la bibliothèque Japy et le bureau du comité d'entreprise.
Le château Julien Bornèque (ancien maire de Beaucourt qui a épousé Hélène Japy) fut construit dans la seconde moitié du XIXe siècle, et incendié en 1979 puis détruit entre 1982 et 2000.
Le château Julien, devenu par la suite château Meiner, fut habité ensuite par la famille Koechlin. Il fut démoli en 1976.
Le château Paul Koechlin tient son nom de Paul Koechlin qui a épousé Suzanne Japy, fille de Jules. La SAFC, propriétaire du château, le fit détruire dans les années 1980.

## Galerie

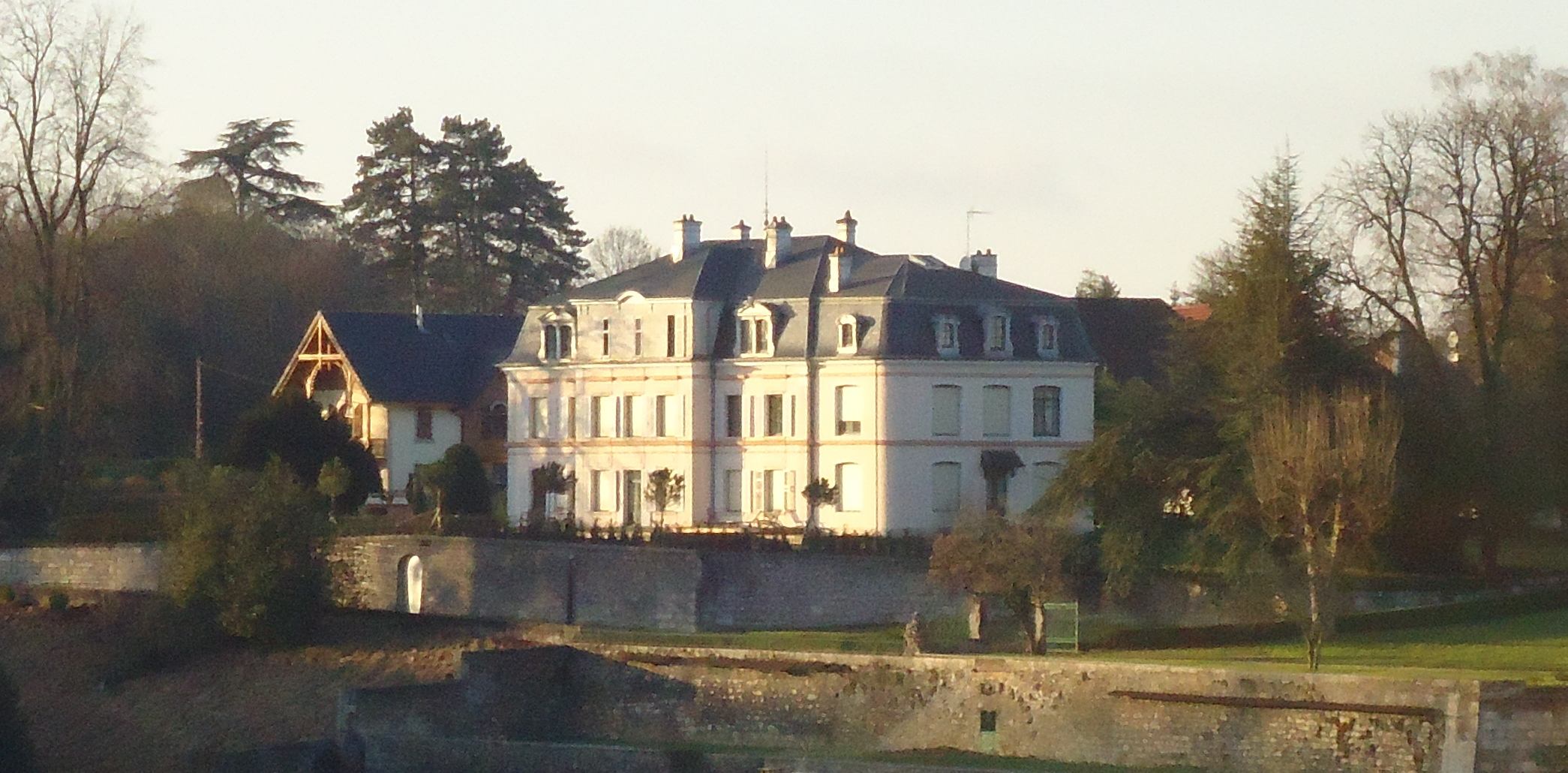
Château Édouard Japy appelé aussi Château Seyrig ou Château des Vignes
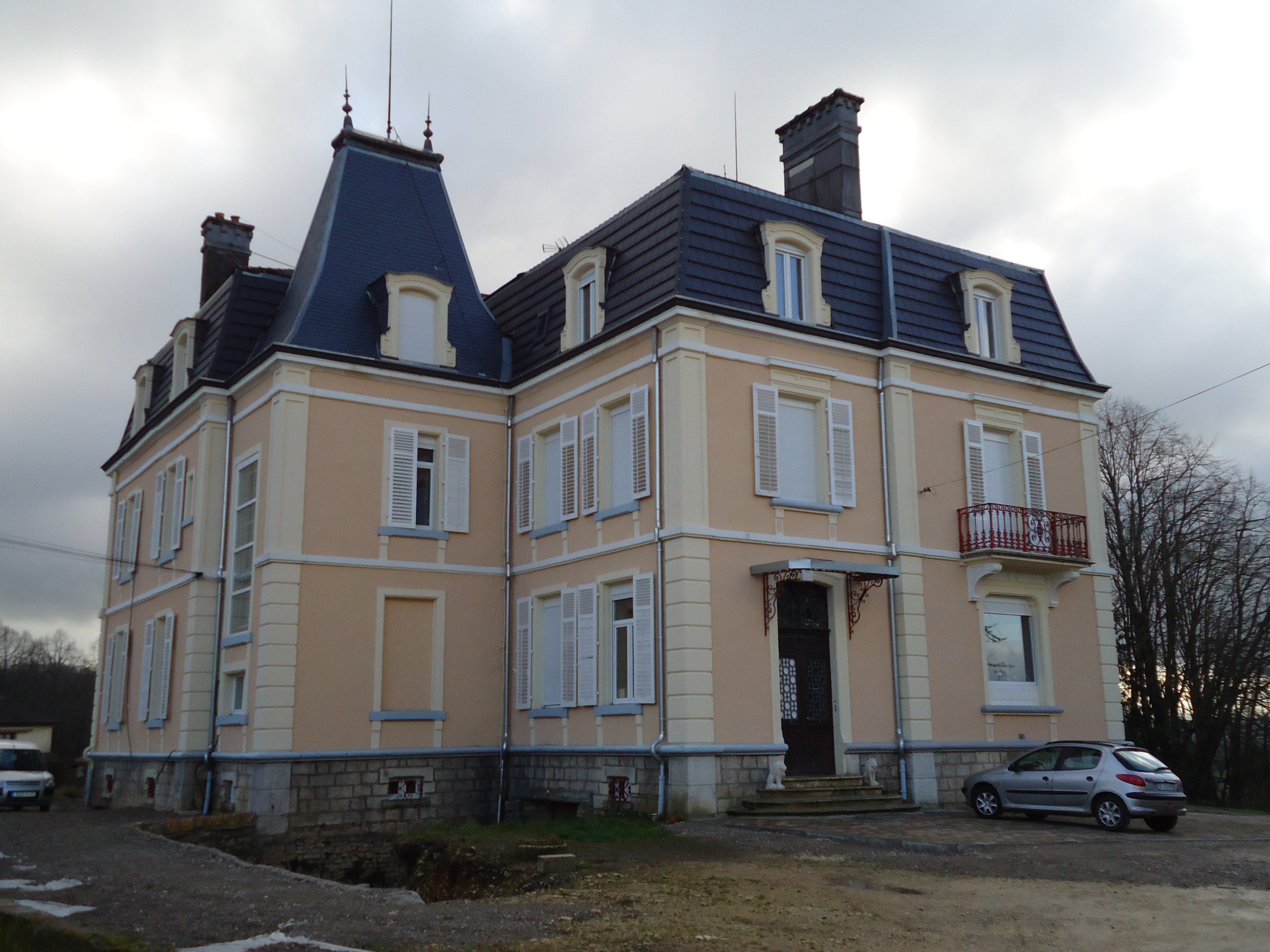
Château Gaston Japy (Dasle)
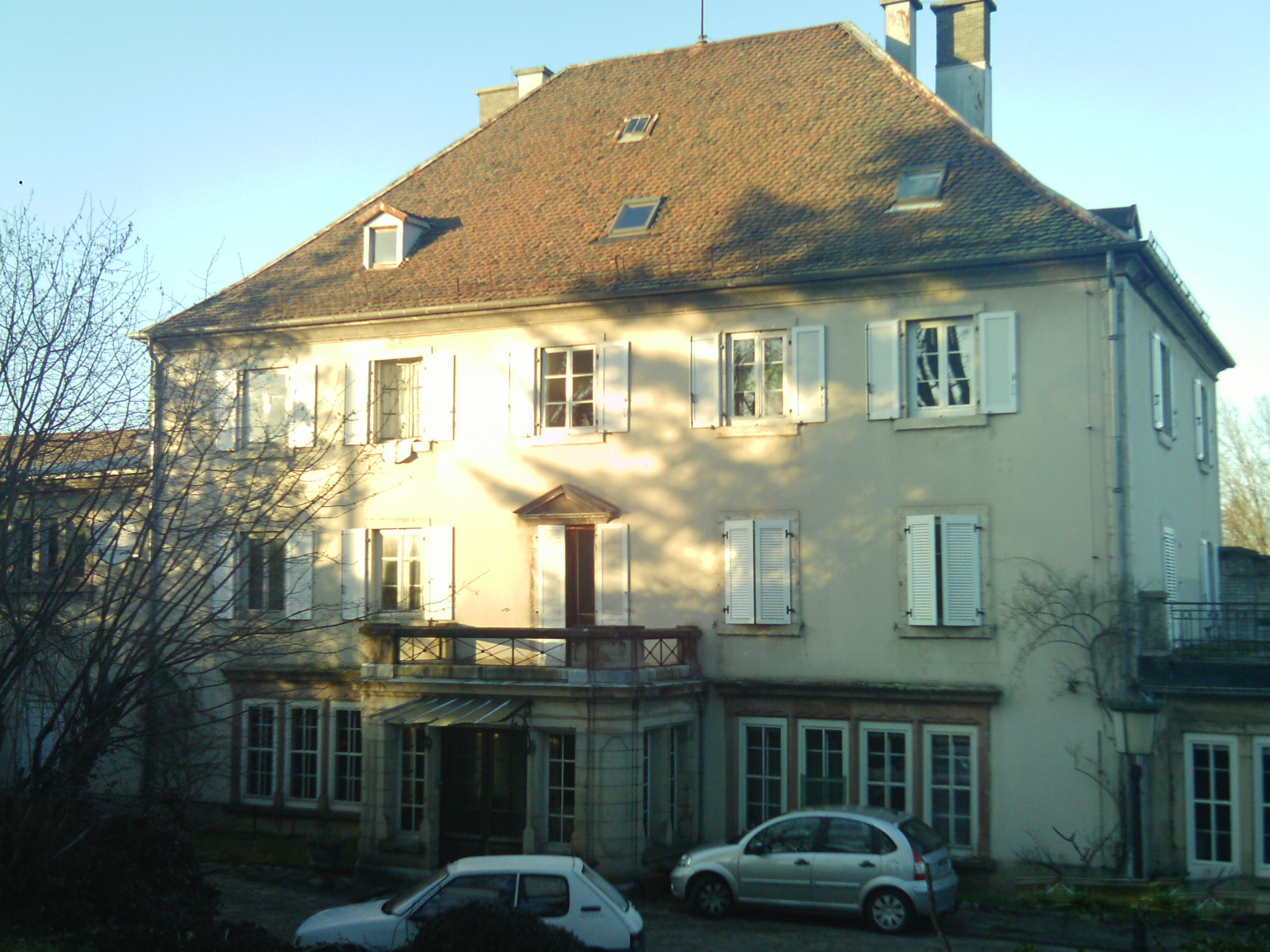
Château Pierre Japy
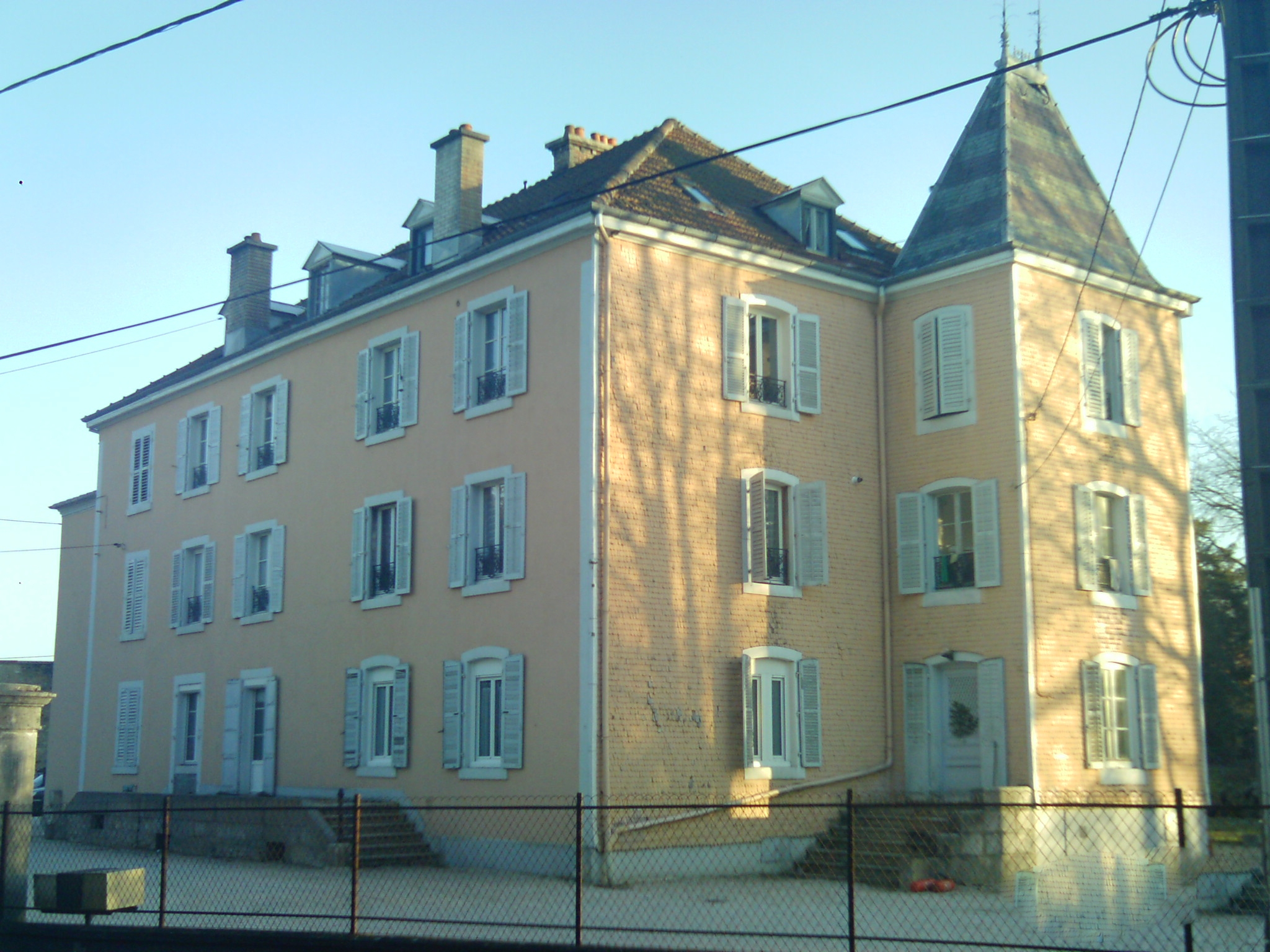
Château Bornèque-Warnery
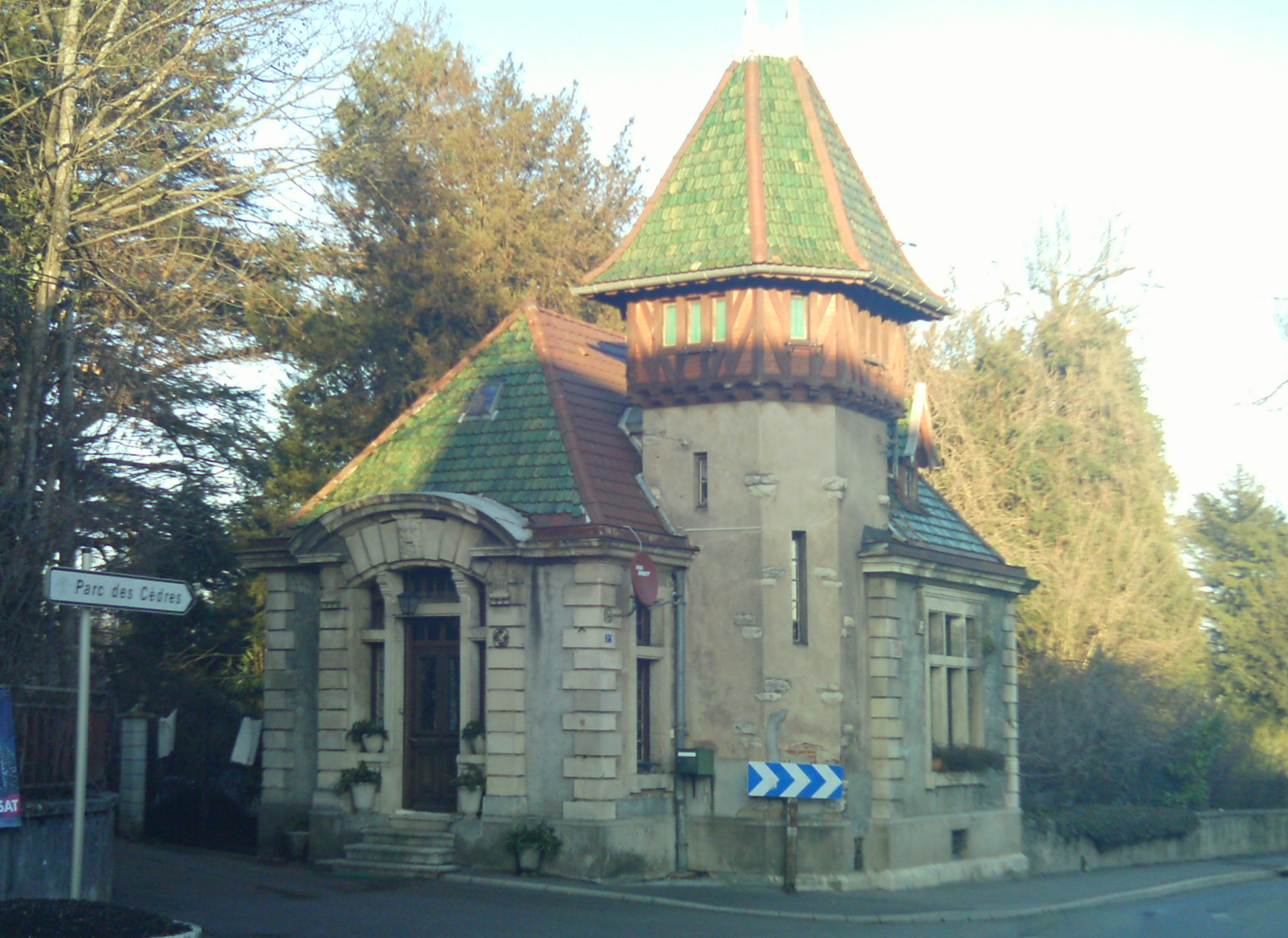
Pavillon de garde des Cèdres